# Atari 520
Atari 520 (520 / 1040 STe) је био кућни рачунар фирме Атари (Atari) који је почео да се производи у САД од 1990. године.
Користио је Motorola MC 68000 као микропроцесор. RAM меморија рачунара је имала капацитет од 512 KB до 4 Mb. 
Као оперативни систем кориштен је TOS + GEM.

## Детаљни подаци
Детаљнији подаци о рачунару 520 су дати у табели испод.
|                       |                                                                      |
| [ 1 ]                 |                                                                      |
| Произвођач            | Атари                                                                |
| Тип                   | кућни рачунар                                                        |
| Меморија              | 4 x SIMM подножја - од 512 до 4 Mb                                   |
| Поријекло             | Сједињене Америчке Државе                                            |
| Година                | 1985                                                                 |
| Тастатура             | тастатура са пуним помаком тастера са нумеричким и едит тастерима    |
| Процесор              |                                                                      |
| Фреквенција процесора | 8                                                                    |
| RAM                   | 4 x SIMM подножја - од 512 до 4 Mb                                   |
| ROM                   | 192 (256 у каснијим верзијама)                                       |
| Текст                 | 40 or 80 знакова. x 25 линија (битмап графика)                       |
| Графика               | 320 x 200 (16 боја) / 640 x 200 (4 боје) / 640 x 400 (монохроматски) |
| Боја                  | 4096                                                                 |
| Звук                  | 3 гласа + 1 канал шума, 8 октава + два 8-битна PCM канала            |
| Димензије             | непознато                                                            |
| Портови               |                                                                      |
| Оперативни систем     |                                                                      |